# Нил (епископ Тверской)

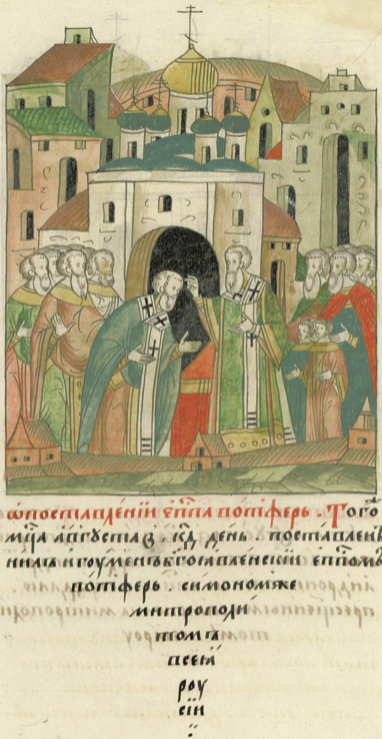
Митрополит Симон посвящает Нила в епископы тверские

Епископ Нил (? — 3 апреля 1521, Тверь) — епископ Русской православной церкви, епископ Тверской.

## Биография
По происхождению грек, из семьи Траханиотов, многие представители которой состояли на службе при московском дворе.
Между 1503 и 1506 годами Нил был уже поставлен игуменом Московского Богоявленского монастыря.
24 августа 1509 года (по другим источникам, 20 августа) хиротонисан во епископа Тверского.
Скончался 3 апреля 1521 года. Погребен в городе Твери в кафедральном соборе.

## Литературное наследие
Сохранилось два послания епископа Нила — некоему вельможе Георгию Дмитриевичу об артосе (В. С. Иконников считает, что Георгий Дмитриевич — это Юрий Тютин) и князю Георгию Ивановичу Дмитровскому.
Из пяти грамот Нила, учтённых в описи архива Посольского приказа 1626 года (Опись архива Посольского приказа 1626 года. М., 1977. Ч. 1. С. 70—71), сохранилась лишь грамота тверского владыки некоему Василию Андреевичу; предполагают, что это — В. А. Коробов, отправлявшийся в Константинополь в 1515 году (по А. Л. Хорошкевич, адресат её — Василий Копыл).